# トイ・ストーリー4
『トイ・ストーリー4』（原題：Toy Story 4）は、ピクサー・アニメーション・スタジオ製作によるアメリカ合衆国のコンピュータアニメーション・ロマンティック・コメディ・アドベンチャー映画。アメリカ合衆国で2019年6月21日、日本で同年7月12日公開。監督はジョシュ・クーリー。キャッチコピーは「あなたはまだ─本当の「トイ・ストーリー」を知らない。」。

## 概要
1995年公開の『トイ・ストーリー』、1999年公開の『トイ・ストーリー2』、2010年公開の『トイ・ストーリー3』に続くトイ・ストーリーシリーズ第4作目であり、ピクサーの長編映画としては2018年公開の『インクレディブル・ファミリー』に次ぎ『トイ・ストーリー』から数えて第21作目となる。また、シリーズ初となるドルビーアトモスに対応した作品である。
ウッディやバズ・ライトイヤーなどお馴染みのキャラクターが再登場している他、前作では別の持ち主の元へ渡ったため登場しなかったボー・ピープが20年ぶりに再登場している。「何がおもちゃにとっての幸せなのか」というシリーズの根幹を成すテーマ、またかねてから指摘されていた「人格を持つものが人間の所有物となって良いのか」というシリーズが孕んでいる倫理的な問題をクローズアップした作品となっている。
なお、ピクサー製作の長編映画には同社の短編作品が併映されていたが、本作ではシリーズ1作目以来24年ぶりに単独上映となっている。
2020年以降、スティーヴン・ジェイ・シュナイダーの『死ぬまでに観たい映画1001本』に掲載されている。

## あらすじ
9年前の雷雨のある夜、ラジコンカーRCが外に放置されていたため遭難しており、ウッディとボー・ピープが救出に向かい彼を救い出す事に成功するも、家に戻った直後にボーの電気スタンドが彼女ごと知人の男性に譲られてしまう。それを見ていたウッディは悲しみに暮れる。
そして、ウッディ達がアンディ・デイビスの元からボニー・アンダーソンの元へと渡って1年後、バズ・ライトイヤーらおもちゃ達は相変わらず楽しい毎日を過ごしていたが、一方でウッディは遊ばれる頻度が少なくなり悲しさを覚えていた。ボニーは新しく幼稚園に通う事になるが、内気な彼女は中々幼稚園に馴染めなかった。それを見兼ねたウッディの助けもあり、ボニーは先割れスプーンやモールなどを使用して手作りのおもちゃフォーキーを工作する。フォーキーを作った事でボニーは明るくなり、彼は1番のお気に入りのおもちゃになった。しかしフォーキーは粗品から作られたこともあってか、自分はおもちゃではなく「ゴミ」だと思い込んでおり、目を離すとすぐにゴミ箱に入りたがってしまう。
ある日、アンダーソン一家がキャンピングカーでドライブ旅行に行く事となり、ウッディやフォーキーを含むおもちゃ達も同行するが、移動中、遂にボニーの元からフォーキーが逃げ出してしまう。それにより、彼を連れ戻そうとウッディもフォーキーの跡を追う事となる。ウッディはフォーキーを見つけボニーの元へと戻る道すがら、偶然通りかかったアンティークショップ「セカンド・チャンス・アンティーク」で長年離れ離れでいたボーの電気スタンドを見つけ店内に入るも、そこに現れたのは内蔵されたボイスボックスが故障しているため喋る事が出来ず、それが原因で1度も子供に愛された事の無い人形ギャビー・ギャビーであった。ウッディのボイスボックスを奪おうと襲来する彼女から逃げる2人だったが、ウッディは「セカンド・チャンス・アンティーク」の店主マーガレットの孫娘ハーモニーに拾われ、店の外に連れられてしまい、彼とフォーキーは離れ離れになってしまう。
一方、キャンピングカーの中に残ったバズ達は、中々戻らないウッディとフォーキーを心配していた。バズは2人を探し出すため車外に出るも、誤って落下した移動遊園地の射的「スター・アドベンチャー」の景品として壁に貼り付けられてしまう。そこで、同じく「スター・アドベンチャー」の景品であるアヒルのぬいぐるみダッキーとウサギのぬいぐるみバニーと出会い、2人の協力でバズは脱出に成功する。
ハーモニーに連れられ砂場に来たウッディは、そこで偶然ボーと再会し、2人はハーモニーの隙を見てその場から逃げ出す。知人の男性に譲られるも彼にも手放されたボーは、その後「セカンド・チャンス・アンティーク」に行き着いたのだという。「セカンド・チャンス・アンティーク」でギャビーに捕まっているフォーキーを助け出すため、ボーの親友の人形ギグル・マクディンプルズやボーの電気スタンドに付属する羊の人形ビリー&ゴート&グラフと共にウッディとボーは店に向かう。「セカンド・チャンス・アンティーク」に向かう途中、ウッディ達にバズ、ダッキー、バニー、さらにスタントマンの人形デューク・カブーンも合流する。店に到着するも計画した作戦が上手くいかないため、ボーはフォーキーの救出を諦めようとウッディに話を持ちかけるが、それをウッディは断固拒否したうえ2人は喧嘩をしてしまい、ボー達はウッディの元から去ってしまう。1人になったウッディは、自分のボイスボックスとフォーキーを交換するというギャビーの提案を受け入れ、ボイスボックスを彼女に譲る。修復され喋れるようになったギャビーは早速ハーモニーの気を引くも、すぐに見捨てられてしまう。悲しむギャビーに、ウッディは一緒にボニーの元へ行こうと提案する。
そこへ反省したボー達が戻ってくる。一行がボニーの元へと急ぐ中、遊園地で迷子になっている少女を見つけたギャビーは彼女のおもちゃになることになんとか成功する。念願の持ち主を手に入れたギャビーはウッディ達と別れ、少女のおもちゃとなったのだった。ギャビーと別れたウッディ達はボニーの元へと戻るが、ウッディはボー達と共に遊園地に残ることを決意する。バズらボニーのおもちゃ達もそれを受け入れ、ウッディはジェシーに保安官バッジを譲り、みんなと別れ遊園地に留まるのだった。

## 登場キャラクター

### おもちゃ
過去作品と同様に、「人間が見ている前では動いてはいけない」というルールのもと動き回っている。

#### 主人公
ウッディ（Woody）
本作の主人公。昔ながらのカウボーイ人形。おもちゃ達のリーダー的な存在。1950年代の人形劇『ウッディのラウンドアップ』の主人公であり、商品価値の高いプレミア人形である。背中に付いた紐を引くと、内蔵されたボイスボックスからランダムで様々なセリフを喋る機能が付いている。一人称は「俺」。
「子供に遊んでもらう事こそがおもちゃの使命であり、一番の幸せ」という信念を持っており、前作で元の持ち主であり長年の親友でもあったアンディから幼稚園児のボニーの元へ仲間達と共に譲られ、再びおもちゃとして大切に遊ばれている。しかし本作では、自分が遊びに選ばれなくなった事や、自分の存在意義が理解できずに「ゴミ」として悩むフォーキーと、破損して「人の所有物」で居られなくなったボーとの再会により、運命に翻弄される事となる。最終的に故障していたギャビーにボイスボックスを渡して、バズの後押しもあり、ボーと共に移動遊園地に残ることを選び、ジェシーに保安官バッジを譲り、バズ達と別れた。なお、過去作品ではブーツの裏にアンディの名前が書かれていたが、本作ではボニーの名前に書き換えられている。
バズ・ライトイヤー（Buzz Lightyear）
本作の準主人公。スペース・レンジャーのアクション人形。ウッディの親友である。アクションボタンを押すとセリフを喋る、体に様々な仕掛けがあるなど、ウッディとはかけ離れた最先端のおもちゃ。一人称は「私」。
ボニーの元から逃げ出したフォーキーと彼の跡を追うウッディを心配しキャンピングカーから車外に出るも、誤って落下してしまった移動遊園地の射的「スター・アドベンチャー」の景品として壁に貼り付けられる。心の声に従っているというウッディの言葉の意味を勘違いし、自身の音声機能に従って行動するが彼の心の声が大きな役割を果たす。
ボー・ピープ（Bo Peep）
本作のヒロイン。元はアンディの部屋の電気スタンドに付属していた陶器製の飾り羊飼いの少女の人形。一人称は「私」。
ウッディとは恋仲であったが、アンディが手放した後彼の妹であるモリーに譲られ、その後、知人の男性に手渡されたためデイビス家を去る事となった。その後、様々な持ち主へと渡り歩いた末アンティークショップ「セカンド・チャンス・アンティーク」に売り捌かれてしまった。持ち主が変わる毎に破損していき、着衣もボロボロになり、これまで被っていたピンクの頭巾や上着はなくなっていた。その上右腕と手持ちの杖は欠け、それぞれ外れた際には常備している包帯やテープで固定する等、値打ちのない物へと変わり果ててしまった。しかし、過酷な環境を生き抜いたためにすっかり逞しく別人のような姿へと変わり、ただ電気スタンドに立つのをやめ、唯一残ったピンクの水玉模様のスカートをマントのように羽織って身軽に動き回るようになった。フォーキーを助けることに拘りすぎるウッディと一度喧嘩別れするがそれでも主人に忠実で一途な彼を想う気持ちを捨てられず、ギャビーの主人探しに協力した。
また、未公開エンディングではボーが新しい持ち主にもらわれるためにウッディと別れるという内容となっていた。

#### ボニーのおもちゃ
前作で元の持ち主であるアンディが大学進学に伴い実家を出たため、大抵のおもちゃはボニーに譲られた。ドーリー以降、ミスター・プリックルパンツ以前はボニーが元から持っていたおもちゃである。なお、前作に登場した枝豆のぬいぐるみお豆3兄妹や、元ロッツォの仲間のピエロの人形チャックルズ、トトロのぬいぐるみは登場していない。
本作では押し入れのおもちゃとして、テレビスペシャル作品『トイ・ストーリー・オブ・テラー!』に登場したオールド・タイマーや緑のおもちゃ椅子チェアロル・バーネット、青いゾウ人形メレファント・ブルックス、ピンクのサイ人形カール・ライネロセロス、黄色い輪のトラ人形バイディ・ホワイトが登場している。
フォーキー（Forky）
ボニーが新しい幼稚園の工作で、プラスチックの先割れスプーンにモールの手やアイスクリームの棒を足に付けて作った手作りのおもちゃで本作の影の主人公でもある。一人称は「僕」。
手作り故に自分は「ゴミ」であり「おもちゃではない」と主張し、何度もゴミ箱に入ろうとしてウッディに止められるも、ボニーが目を離した隙を見て遂に彼女の元から逃げ出してしまう。しかし、ウッディの説得で自分の役目が分かるようになる。
エンドロールでは彼にそっくりの女の子のおもちゃカレン・ビバリーが登場した。
ジェシー（Jessie）
カウガール人形。『ウッディのラウンドアップ』のヒロインで、ウッディの妹分。バズとは相思相愛の仲である。ウッディと同様に背中に付いた紐を引くとランダムで様々なセリフを喋る。ヨーデルが得意。一人称は「あたし」。
旅行中に姿を消してしまったウッディとフォーキーを探しに行ったバズの帰りを待つために、ボニーの一家を足止めにする。
終盤でボーと最初で最後の再会を果たし、移動遊園地に残る事を決めたウッディとの別れの際に彼から保安官バッジをもらい、ウッディに代わって彼女がおもちゃ達のリーダーとなった。
ブルズアイ（Bullseye）
馬の人形。ウッディとジェシーの愛馬である。
ミスター・ポテトヘッド（Mr. Potato Head）
ジャガイモ頭の人形。顔のパーツの取り外しが可能。皮肉屋だが家族想い。一人称は「俺」。
ミセス・ポテトヘッド（Mrs. Potato Head）
ジャガイモ頭の人形。ミスター・ポテトヘッドの妻で、旦那とは仲が良い。彼と同様に顔のパーツの取り外しが可能。一人称は「私」。
レックス（Rex）
ティラノサウルスの人形。見た目とは裏腹に臆病である。一人称は「僕」。
フォーキーとウッディが行方不明になった際にパニックになるも、おもちゃやゲームの遊び過ぎで現実と空想と混乱しているのか、「過去に戻ってウッディに未来のことを伝えよう」と無理な提案を出す。
ハム（Hamm）
豚の貯金箱。毒舌家である。
スリンキー・ドッグ（Slinky Dog）
体がバネでできた犬の人形。ウッディとは長い付き合い。
冒頭シーン（9年前）の雷雨の夜、ウッディやボーと共にモリーの部屋の窓からRCを救い出した。
エイリアン（Aliens）
レストラン「ピザ・プラネット」に設置されているUFOキャッチャーの景品である、エイリアンの人形達。ポテトヘッド夫妻の養子として扱われている。
旅行中は留守番をしていたため、ウッディとは最後の別れをしていない。
ドーリー（Dolly）
紫の髪をした少女のぬいぐるみ。
ボニーの家ではおもちゃのリーダーだが、勝手な行動を取るウッディに悩まされており、トリクシーやバターカップと共に無断でボニーの幼稚園へ外出したウッディを叱責していた。
トリクシー（Trixie）
トリケラトプスの人形。レックスと同じ恐竜のおもちゃであり彼とは仲が良い。一人称は「私」。
旅行中にウッディとフォーキーが行方不明になった際、パニックになったレックスの発想に呆れるも、2人を見つけ出すまで帰路につこうとするボニーの一家を騙して自らがカーナビの音声役として移動遊園地に逆戻りさせる。
バターカップ（Buttercup）
ユニコーンのぬいぐるみ。ハムとは仲が良い。
旅行中にウッディとフォーキーが行方不明になった際、時間稼ぎにボニーの父親を警察に逮捕させようとする。
ミスター・プリックルパンツ（Mr. Pricklepants）
ハリネズミのぬいぐるみ。ボニーの劇の役になりきることに拘っている。
エイリアン達と同様に旅行中は留守番をしていたため、ウッディとは最後の別れをしていない。
オールド・タイマー（Old Timer）
テレビスペシャル作品『トイ・ストーリー・オブ・テラー!』に登場した、髭を施した目覚まし時計。
ボニ―の所有するおもちゃとして登場しており、押し入れの中でウッディと共に相手にされずに皮肉を言う。
カレン・ビバリー（Karen Beverly）
フォーキーと同様に、ボニーが幼稚園の工作で新たに作った手作りおもちゃ。プラスチックのナイフにモールなどが付けられている。
エンドロールにて登場し、初めて対面したフォーキーに「僕たちと同じおもちゃ」だと伝えられる。

#### セカンド・チャンス・アンティークのおもちゃ
ウッディとフォーキーが迷い込んだアンティークショップ「セカンド・チャンス・アンティーク」のおもちゃ達。
ギャビー・ギャビー（Gabby Gabby）
アンティーク人形。一人称は「私」。本作のディズニー・ヴィランズだが根っからの悪人ではなく、交換条件の後にウッディ達と和解している。
ウッディやジェシーと同様に背中の紐を引っ張って喋るおもちゃであるが、ボイスボックスが故障しているため喋る事が出来ない。その上、今まで1度も子供に愛された事がない。囚われたフォーキーとウッディのボイスボックスを巡って対立する。ボイスボックスをウッディから手に入れたが、店を訪れた子供に見捨てられショックになっていたところ、ウッディ達に救われ新しい主人に出会い彼らに笑顔で感謝した。
ベンソン（The Bensons）
アンティークの腹話術人形達。ギャビーの右腕。全部で4人登場している。
終盤ではその内の1人がウッディ達とギャビーの新しい主人探しに協力し、囮として遊園地の来客を驚かせた。
デューク・カブーン（Duke Caboom）
カナダのスタントマンの人形。おもちゃのバイクに乗っている。「セカンド・チャンス・アンティーク」で知り合ったボーの仲間の1人。
過去に持ち主の子供リジャーンがいたが、テレビCMとはイメージが異なる醜態を晒した切っ掛けで飽きられてしまった事がトラウマとなり、自分に自信が持てない性格となった。
エンドロールのピクサーのロゴでは、ルクソーJr.の代わりにコンバット・カールと共に登場している。
ティニー（Tinny）
ピクサーの短編作品『ティン・トイ』に登場するブリキ製の楽隊人形。「セカンド・チャンス・アンティーク」で知り合ったボーの仲間の1人として登場している。

#### 移動遊園地のおもちゃ
ウッディ達が辿り着いた移動遊園地の射的「スター・アドベンチャー」のおもちゃ達。
ダッキー（Ducky）
アヒルのぬいぐるみ。「スター・アドベンチャー」の景品であり、誰かに持ち帰ってもらう事を夢見ている。かなりの毒舌家で相棒のバニーとは非常に仲が良いが、喧嘩することも少々ある。一度、バニーがドラゴンによって綿を抜かれた際には誰よりも悲しんでいた。
3年間もの間バニーと共に天井に吊されており、景品として間違えられ壁に吊されたバズの脱走の手助けをしてしまい、誤って落下する。そのため、自分達が景品として子供達に売られなくなってしまい、バズを追跡し激しく非難する。ウッディから持ち主のボニーが居る事を聞かされてから一緒に同行する。自分達がおもちゃであるにも関わらず、ルールを破って「セカンド・チャンス・アンティーク」の店主マーガレットや「スター・アドベンチャー」の経営者アクセルを驚かそうとするような妄想を勝手に作り出すのが好き。
予告編ではバニーと漫才のツッコミをしている。『トイ・ストーリー』の大ファンであり、ウッディの真似が得意。
バニー（Bunny）
ウサギのぬいぐるみ。親友のダッキーと同様に「スター・アドベンチャー」の景品で、かなりの毒舌家で彼とは大の仲良しだが、喧嘩することも少々ある。
景品として間違えられたバズの脱走の手助けをしてダッキーと共に誤って天井から落下してしまい、自分達が景品として子供達に売られなくなってしまった事でバズを追跡し、激しく非難する。その後はウッディ達と同行する。ダッキーと同様に、ルールを無視して人間を驚かすような妄想を作るのが好き。
予告編ではダッキーと漫才のボケをしている。ダッキー同様、『トイ・ストーリー』の大ファンであり、バズの真似が得意。

#### その他のおもちゃ
ギグル・マクディンプルズ（Giggle McDimples）
1980年代に玩具ポケットシリーズとして発売された、ミニチュアのプラスチック製人形。顔はレゴブロックの人形に似ている。ボーの親友で、常に彼女の肩に乗っている。一度はドラゴンに飲み込まれるも、すぐに吐き出された。
ビリー&ゴート&グラフ（Billy, Goat, and Gruff）
ボーの電気スタンドに付属する羊の飾り人形。3匹が身を寄せ合った状態で1つのおもちゃになっている。ボーによると性別は雌である。名前も本作で明らかになった。ドラゴンに襲われた最中に一匹の前足が折れてしまう。
コンバット・カール（Combat Carl）
『トイ・ストーリー・オブ・テラー!』に登場したコンバット・カール・ジュニアと同型の、迷彩服を着た黒人系軍人の人形。他の2人も登場している。
スカンクカー（Skunk Car）
ボーがラジコンカーを改造して作った物で、生きていないおもちゃにあたる。ビリー&ゴート&グラフがコントローラーで操作しており、ウッディやボーはこれに乗って移動し、人間達に本物のスカンクと間違わせている。
RC（RC）
アンディが所有していたラジコンカー。雷雨の夜、外に放置されていたため遭難しており、モリーの部屋の窓からウッディやボー達によって救い出される。
バービー（Barbie）
モリーが所有していた着せ替え人形。回想シーンでは他の2人も登場しており、モリーの部屋のおもちゃ達と共にウッディとボーのRC救出「おもちゃ引き上げ作戦」に協力する。現在はかつてロッツォが支配していたサニーサイド保育園のリーダーを務めており、ケンとは恋人。
つなぐでござる / バレル・オブ・モンキー（Barrel Of Monkeys）
アンディが所有していたサル達をつなげるゲーム人形。ウッディとボーのRC救出「おもちゃ引き上げ作戦」に協力する。

### 人間
ボニー・アンダーソン（Bonnie Anderson）
5歳の少女。ウッディらおもちゃ達の持ち主。
新しく幼稚園に通う事となるが、内気なため中々幼稚園に馴染めないでいたが、ウッディの助けもありフォーキーを工作した事で明るくなった。そして、フォーキーが1番のお気に入りのおもちゃとなり、「ゴミ」だと思い込んでいる彼が居なくなる度に彼の行方を探し心配する。
日本で公開されたランドセル「天使のはね」のテレビCMでは小学生となり、学校に登校する姿をウッディ達が見守っていた。
ボニーのパパ（Bonnie's dad）
ボニーの父親。終盤でバズ達に散々振り回される。
歴代シリーズで、初めてセリフ付きで登場した父親キャラクター。
ボニーのママ（Bonnie's mom）
ボニーの母親。移動遊園地付近にて滞在中、ボニーを「セカンド・チャンス・アンティーク」へ連れて行く。
マーガレット（Margaret）
「セカンド・チャンス・アンティーク」の店主。高齢者。
ハーモニー（Harmony）
マーガレットの孫娘。おもちゃが大好きで、ギャビーの付属品である絵本の中の少女とそっくりだが、ギャビーには興味がなかった。
ハーモニーのママ（Harmony's mom）
ハーモニーの母親でマーガレットの娘。
ウェンディ先生（Miss Wendy）
ボニーの幼稚園の先生。
アクセル（Axel）
「スター・アドベンチャー」を経営する男性。なぜかいつも気分が乗らない表情をしているが、バズを拾って自分の店の景品にした。
迷子の少女（Lost Girl）
移動遊園地で迷子になっていた少女。終盤でギャビーの持ち主となる。
アンディ・デイビス（Andy Davis）
ウッディ達がボニーの元へ渡る前の元の持ち主。一人称は「俺」、または「僕」。本作では冒頭の回想シーンで登場している。
アンディのママ（Andy's mom）
アンディの母親。彼と同様に冒頭の回想シーンのみの登場。
モリー・デイビス（Molly Davis）
アンディの妹。兄や母同様に冒頭の回想シーンのみの登場で、あっさりボーを手放した。
リジャーン（Rejean）
デュークの持ち主だった少年。回想シーンで登場しており、過去のテレビCMでは人気商品だったデュークがイメージとは異なる醜態を晒したため、怒って見捨てる。

### 動物
ドラゴン（Dragon）
「セカンド・チャンス・アンティーク」で飼われている猫。店内のおもちゃを容赦なくズタズタにしてしまうほど獰猛な性格。

## 声の出演
| 役名                               | 役名                               | 原語版声優                     | 日本語吹替                                                            |
| ---------------------------------- | ---------------------------------- | ------------------------------ | --------------------------------------------------------------------- |
| ウッディ                           | ウッディ                           | トム・ハンクス                 | 唐沢寿明                                                              |
| バズ・ライトイヤー                 | バズ・ライトイヤー                 | ティム・アレン                 | 所ジョージ                                                            |
| ボー・ピープ                       | ボー・ピープ                       | アニー・ポッツ                 | 戸田恵子                                                              |
| フォーキー                         | フォーキー                         | トニー・ヘイル                 | 竜星涼                                                                |
| ダッキー                           | ダッキー                           | キーガン＝マイケル・キー       | 松尾駿（チョコレートプラネット）                                      |
| バニー                             | バニー                             | ジョーダン・ピール             | 長田庄平（チョコレートプラネット）                                    |
| ギャビー・ギャビー                 | ギャビー・ギャビー                 | クリスティーナ・ヘンドリックス | 新木優子                                                              |
| ボニー・アンダーソン               | ボニー・アンダーソン               | マデリーン・マックグロウ       | 中村優月                                                              |
| デューク・カブーン                 | デューク・カブーン                 | キアヌ・リーブス               | 森川智之                                                              |
| ギグル・マクディンプルズ           | ギグル・マクディンプルズ           | アリー・マキ                   | 竹内順子                                                              |
| ボニーのパパ                       | ボニーのパパ                       | ジェイ・ヘルナンデス           | 内野孝聡                                                              |
| ボニーのママ                       | ボニーのママ                       | ロリ・アラン                   | 堀越真己                                                              |
| ジェシー                           | ジェシー                           | ジョーン・キューザック         | 日下由美                                                              |
| ドーリー                           | ドーリー                           | ボニー・ハント                 | 田中敦子                                                              |
| トリクシー                         | トリクシー                         | クリステン・シャール           | 許綾香                                                                |
| ビリー&ゴート&グラフ               | ビリー&ゴート&グラフ               | エミリー・デイビス             | 原語版流用                                                            |
| レックス                           | レックス                           | ウォーレス・ショーン           | 三ツ矢雄二                                                            |
| ハム                               | ハム                               | ジョン・ラッツェンバーガー     | 咲野俊介                                                              |
| スリンキー・ドッグ                 | スリンキー・ドッグ                 | ブレイク・クラーク             | 辻親八                                                                |
| マーガレット                       | マーガレット                       | ジューン・スキッブ             | 小宮和枝                                                              |
| アンディのママ                     | アンディのママ                     | ローリー・メトカーフ           | 小宮和枝                                                              |
| コンバット・カール                 | コンバット・カール                 | カール・ウェザース             | 三宅健太                                                              |
| ハーモニー                         | ハーモニー                         | リラ・サージ・ブロメリー       | 梅崎音羽                                                              |
| ミスター・ポテトヘッド             | ミスター・ポテトヘッド             | ドン・リックルズ               | 辻萬長                                                                |
| バターカップ                       | バターカップ                       | ジェフ・ガーリン               | ふくまつ進紗                                                          |
| 迷子の少女                         | 迷子の少女                         | マリア・バーガスグッド         | 保榮茂愛                                                              |
| バイティ・ホワイト                 | バイティ・ホワイト                 | ベティ・ホワイト               | 清水はる香                                                            |
| ハーモニーのママ                   | ハーモニーのママ                   | パトリシア・アークエット       | 清水はる香                                                            |
| アンディ・デイビス(17歳)           | アンディ・デイビス(17歳)           | ジョン・モリス                 | 清水はる香                                                            |
| アンディ・デイビス(8歳)            | アンディ・デイビス(8歳)            | ジャック・マックグロウ         | 高橋玲生                                                              |
| ウェンディ先生                     | ウェンディ先生                     | ジュリアナ・ハンセン           | 久嶋志帆                                                              |
| ミセス・ポテトヘッド               | ミセス・ポテトヘッド               | エステル・ハリス               | 松金よね子                                                            |
| ベンソン                           | ベンソン                           | スティーヴ・パーセル           | 堀総士郎                                                              |
| メレファント・ブルックス           | メレファント・ブルックス           | メル・ブルックス               | 佐久間元輝                                                            |
| オールド・タイマー                 | オールド・タイマー                 | アラン・オッペンハイマー       | 北川勝博                                                              |
| チェアロル・バーネット             | チェアロル・バーネット             | キャロル・バーネット           | 阿部彬名                                                              |
| カール・ライネロセロス             | カール・ライネロセロス             | カール・ライナー               | 桜井敏治                                                              |
| アクセル                           | アクセル                           | ビル・ヘイダー                 | 金谷ヒデユキ                                                          |
| ミスター・プリックルパンツ         | ミスター・プリックルパンツ         | ティモシー・ダルトン           | 落合弘治                                                              |
| デューク・カブーンのCMナレーション | デューク・カブーンのCMナレーション | フリー                         | 落合弘治                                                              |
| カレン・ビバリー                   | カレン・ビバリー                   | メリッサ・ヴィラセニョール     | 馬渡絢子                                                              |
| リトル・グリーン・メン             | リトル・グリーン・メン             | ジェフ・ピジョン               | 多田野曜平 桜井敏治                                                   |
| 訪問者                             | 訪問者                             |                                | 木村隼人                                                              |
| カップケーキおもちゃ               | カップケーキおもちゃ               |                                | 望田ひまり                                                            |
| 女の子                             | 女の子                             |                                | 木村日翠                                                              |
| 子供                               | 子供                               |                                | 高村海葵 都筑旬 木内彩音 鈴木琉月 齋藤絢永 戸田博都 上野琥子 米村莉子 |
| コーラス                           | コーラス                           |                                | 佐々木久美 山田洋子 内田ゆう 渕上祥人 風雅なおと 大滝秀則             |
| スカイダンサー・ドール             | スカイダンサー・ドール             |                                | 柴田阿弥                                                              |
| ボートのシャーク                   | ボートのシャーク                   |                                | 大吉洋平                                                              |
| イーグル・トイ                     | イーグル・トイ                     |                                | HIKAKIN                                                               |

## 製作

### 企画
完結作と銘打った前作『トイ・ストーリー3』の続編を製作する事について、シリーズの生みの親であるジョン・ラセターは「ウッディとバズ・ライトイヤーの物語はアンディと共に完璧なエンディングに仕上がったため、続編を製作する意思は全く無かった」と言うが、アンドリュー・スタントン、ピート・ドクター、リー・アンクリッチらシリーズ全作品に深く関わってきたストーリーテラーたちが「新しいアイディアを持ち込んだ事から、考えずには居られなくなりました」と語っている。また、監督を務めたジョシュ・クーリーは、本作が生まれたきっかけを「終わりはいつだって新しい始まりなんだ。前作でアンディと別れたウッディがこれからどうなるんだろうかと考えた」と語っている。

### 脚本
2014年の公式発表以来、ジョン・ラセターが監督、『セレステ∞ジェシー』のラシダ・ジョーンズとウィル・マコーマックが脚本の体制で「ウッディとバズによるボー・ピープを見つけるための冒険」をメインストーリーとして製作が進んでいた。その後、後任の監督は『インサイド・ヘッド』の脚本、『ライリーの初デート?』を手掛けたジョシュ・クーリー、脚本は『マイティ・ソー バトルロイヤル』にノンクレジットで携わっていたステファニー・フォルサムに決定し、ラセターらが手がけたオリジナル脚本の約4分の3を変更した。
ウッディの声を演じるトム・ハンクスは「今作のエンディングは歴史的瞬間でインパクト大、エモーショナルだ。最後はスタッフの方に顔を向けられなかった」とコメントしている。また、バズの声を演じるティム・アレンは「とてつもなく感動的で、とてもおかしくて、アイデアがとてつもなく素晴らしい。『トイ・ストーリー3』が最高だと思っていたけれど、今回は最後のシーンをこなす事が出来なかったくらいだ」とコメントしている。

### キャスティング
ウッディ役にトム・ハンクス、バズ役にティム・アレンなど、多くは過去作のキャストが続投したが、ボニーの声優は前作のエミリー・ハーンからマデリーン・マックグロウに変更されている。また、ミスター・ポテトヘッド役のドン・リックルズが2017年に亡くなったため、本作では過去3作品やテーマパーク、アイスショー、ゲーム用に収録されたリックルズの未使用の音声で登場した。
日本語吹き替え版においても、唐沢寿明や所ジョージら過去作のキャストは大半が続投、戸田恵子も19年ぶりにキャストに復帰した。しかし、2014年にスリンキー・ドッグ役の永井一郎が、2015年にハム役の大塚周夫がそれぞれ亡くなったため、後任としてスリンキー役に辻親八が、ハム役に咲野俊介がそれぞれ起用された。また、過去作の予告編やゲーム『キングダム ハーツIII』でウッディの声を担当した辻谷耕史が2018年に亡くなったため、予告編でも唐沢がウッディを演じた。本作で初めて登場したキャラクターの声はフォーキーを竜星涼、ギャビー・ギャビーを新木優子がそれぞれ演じた。2人の参加はスタッフによるとオーディションを経て決まったとのことで、唐沢も20年以上前に自身がウッディ役に選ばれた経緯が実はオーディションである事を後に語っている。

### 音楽
過去3作品と同様に、本作でもランディ・ニューマンが音楽を担当している。ニューマンは本作のために『君のため』と『孤独なカウボーイのバラード』の2曲を新たに書き下ろした。『君のため』はニューマンが、『孤独なカウボーイのバラード』はグラミー賞受賞経験のあるカントリー・シンガーとクリス・ステープルトンが歌唱している。監督のクーリーは「ランディ・ニューマンの音楽が作品を形づけてきたから、彼なしでの第4弾の制作はあり得なかった」と話している。
また、日本語吹き替えにおいて1作目『トイ・ストーリー』から日本版主題歌を担当してきたダイアモンド✡ユカイが本作でも続投しており、本作のために23年ぶりに新録した。さらに『君のため』も彼が担当している。

#### サウンドトラック
| #   | タイトル                                                       | 作詞 | 作曲・編曲 | アーティスト           |
| --- | -------------------------------------------------------------- | ---- | ---------- | ---------------------- |
| 1.  | 「君はともだち」                                               |      |            | ダイアモンド✡ユカイ    |
| 2.  | 「君のため」                                                   |      |            | ダイアモンド✡ユカイ    |
| 3.  | 「孤独なカウボーイのバラード」                                 |      |            | クリス・ステープルトン |
| 4.  | 「オモチャ引き上げ作戦！」                                     |      |            | ランディ・ニューマン   |
| 5.  | 「ウッディは置き去り」                                         |      |            | ランディ・ニューマン   |
| 6.  | 「はじめての幼稚園」                                           |      |            | ランディ・ニューマン   |
| 7.  | 「ゴミ箱に帰りたい」                                           |      |            | ランディ・ニューマン   |
| 8.  | 「アンティーク・ショップへの道」                               |      |            | ランディ・ニューマン   |
| 9.  | 「先割れスプーンは手がかかる」                                 |      |            | ランディ・ニューマン   |
| 10. | 「ギャビー・ギャビーと腹話術人形」                             |      |            | ランディ・ニューマン   |
| 11. | 「どうする？ バズ」                                            |      |            | ランディ・ニューマン   |
| 12. | 「ダッキー＆バニーは名コンビ」                                 |      |            | ランディ・ニューマン   |
| 13. | 「スカンクで飛ばせ！」                                         |      |            | ランディ・ニューマン   |
| 14. | 「世界は広い」                                                 |      |            | ランディ・ニューマン   |
| 15. | 「奪われた羊たち」                                             |      |            | ランディ・ニューマン   |
| 16. | 「アンティーク・ショップに潜入！」                             |      |            | ランディ・ニューマン   |
| 17. | 「デュークにお願い」                                           |      |            | ランディ・ニューマン   |
| 18. | 「いざジャンプ」                                               |      |            | ランディ・ニューマン   |
| 19. | 「レッツ・カブーン！」                                         |      |            | ランディ・ニューマン   |
| 20. | 「すべてはボニーのために」                                     |      |            | ランディ・ニューマン   |
| 21. | 「ハーモニーに愛されたい」                                     |      |            | ランディ・ニューマン   |
| 22. | 「デュークの華麗なるクラッシュ」                               |      |            | ランディ・ニューマン   |
| 23. | 「ギャビー・ギャビーの夢」                                     |      |            | ランディ・ニューマン   |
| 24. | 「別れと旅立ち」                                               |      |            | ランディ・ニューマン   |
| 25. | 「孤独なカウボーイのバラード（サウンドトラック・バージョン）」 |      |            | ランディ・ニューマン   |
| 26. | 「ふわふわアタック！」                                         |      |            | ランディ・ニューマン   |
| 27. | 「君はともだち」                                               |      |            | ランディ・ニューマン   |
| 28. | 「君のため」                                                   |      |            | ランディ・ニューマン   |

## 公開

### 公開日
当初の公開日は2017年6月16日と発表されていたが、2015年にディズニーとピクサーによって1年後の2018年6月15日へ公開を延期する事が発表された。2016年には、さらに1年後の2019年6月21日へ延期する事が発表された。これにより、当初の計画から2年遅れての公開となった。

### マーケティング
最初のティザー予告編は、2018年11月12日にピクサーの公式YouTubeチャンネルで公開された動画で、この動画では新キャラクターであるフォーキーが初めて披露目された。その翌日には、新キャラクターのダッキーとバニーが前日に公開されたティザー予告編へのリアクションを語る映像が公開された。さらに、翌年2月3日には3つ目の予告編が、3月19日には4つ目の予告編が、5月21日には最終予告編がそれぞれ公開された。
日本では、2018年11月13日にウォルト・ディズニー・ジャパンより特報映像が公開されたと同時に、日本での公開日も発表された。翌年4月19日には、特別映像と共に日本版の本ポスターも解禁された。また、同年5月2日〜5月4日の3日間に渡り開催された博多どんたくとのタイアップが実施され、イベントでは本作の装飾がされた車両が運行した。さらに、本作の公開に合わせて東京ディズニーランド及び東京ディズニーシーでは、6月14日〜9月1日のおよそ3ヶ月間に渡って「ファンタイム・ウィズ・トイ・ストーリー4」が開催された。イベントでは、フォトロケーションが登場した他、グッズやフードメニューも販売された。また東京ディズニーランドでは、体験プログラム「逃げ出したフォーキーをさがせ！」も実施された。

## 評価
本作は、公開前からすでに鑑賞した批評家や記者たちに大好評となった。ビジネスインサイダーのジェイソン・グエラシオは「『トイ・ストーリー4』は、シリーズにジーンとするような感動の要素を加えました。ティッシュを忘れずに持って行ってくださいね。フォーキー、キーガン＝マイケル・キー、ジョーダン・ピールが人気をさらい、彼らを大好きになる事間違いなしです」と語った。また、アトム・チケットのアリーシャ・グラウソは「『トイ・ストーリー4』のエンディングは、『トイ・ストーリー3』と同じくらい美しく温かい。そして心を強く打たれます。途中にはお腹を抱える爆笑シーンもあります。ピクサーならではの優しい物語です。すごく好きな作品」と語っている。さらに、トロント・サンのマーク・ダニエルは「笑い、自分の人生を思い出したり、ふり返ったりする事になり、涙さえ流すかもしれません」と感想を述べ、「デューク・カブーンはスピンオフを作ってもらうべきでしょう」とデュークの活躍を称えている。
レビューサイトのRotten Tomatoesではスコア100％という高評価を記録し、同サイトの基準を満たして最高スコアのままCertified Fresh入りを果たした。
一方で、日本での評価は賛否両論となり、公開当時のYahoo!映画のレビューでは、前作『トイ・ストーリー3』の平均点数は4.53点と高評価だが、本作は3.17点と評価が一気に下がった。2022年6月17日と25日には、金曜ロードショーで前作と合わせ、2週連続での地上波初放送が行われたが、その間SNS上では否定的な意見も多数共有された。

### 興行成績

#### 世界
アメリカ合衆国とカナダでは公開前に初週末興行収入1億4000万ドルと予想されていた。2019年6月21日に北米4575館で封切られ、初週末興行収入1億1800万ドルを記録し、予想を大きく下回ったもののランキングでは初登場1位となった。アニメーション映画における初週末興行収入では、『インクレディブル・ファミリー』、『ファインディング・ドリー』、『シュレック3』に続く歴代4位となった。2週目以降も順調な興行収入を記録し、ランキングでは1位、2位、2位、3位、4位、5位、9位とトップ10内をキープし続けている。

#### 日本
日本では、ムビチケの販売枚数が65642枚を超え、これまで1位であった『アベンジャーズ/エンドゲーム』の35989枚を大幅に上回り、映画史上歴代1位の売り上げ記録となった。そして7月12日に公開が開始され、公開3日間の観客動員数は127万人、興行収入は17億0686万円を記録し、ランキングでは初登場1位となった。このオープニング記録は、2019年に公開された洋画において1位となり、さらに2014年に公開され洋画アニメーションにおける初週末興行収入歴代1位となった『アナと雪の女王』を上回る記録である。なお、公開から4日間では観客動員数185万人、興行収入24億4073万円を突破している。2週目、『天気の子』が首位となりランキングでは2位に落ちるも観客動員数63万人、興行収入8億5500万円という順調な記録を打ち立てた。公開16日目となる7月27日には興行収入50億円を突破したが、この記録はディズニーアニメーション史上最短の記録である。3週目以降も、ランキングで2位、3位、4位とトップ10内をキープし続けている。
|                                   | 動員数 （万人） | 動員数 （万人） | 動員数 （万人） | 興行収入 （億円） | 興行収入 （億円） | 備考 |
| 週末                              | 週末            | 累計            | 週末            | 累計              |                   | 備考 |
| --------------------------------- | --------------- | --------------- | --------------- | ----------------- | ----------------- | --- |
| 1週目の週末 (2019年7月13日・14日) | 1位             | 103.1           | 127.0           | 13.8              | 17.1              | 公開3日間のオープニング記録で洋画アニメーション歴代1位を記録。 7月15日までの累計動員185万人、興収24.4億円。 |
| 2週目の週末 (7月20日・21日)       | 2位             | 63.0            | 298.5           | 8.6               | 39.9              | |
| 3週目の週末 (7月27日・28日)       | 2位             | 45.6            | 415.1           | 6.3               | 55.1              | |
| 4週目の週末 (8月3日・4日)         | 3位             | 30.5            | 512.3           | 4.1               | 67.2              | |
| 5週目の週末 (8月10日・11日)       | 4位             | 25.6            |                 | 3.3               | 76.6              | 8月12日までの累計動員604.5万人、興収78.6億円。                                                              |
| 6週目の週末 (8月17日・18日)       | 4位             | 20.0            | 679.7           | 2.6               | 88.0              | |
| 7週目の週末 (8月24日・25日)       | 5位             |                 | 723.0           | 1.8               | 93.3              | |
| 8週目の週末 (8月31日・9月1日)     | 7位             |                 | 753.0           | 1.5               | 96.8              | |
| 9週目の週末 (9月7日・8日)         | 10位            |                 | 763.3           | 0.7               | 98.2              | |
| 10週目の週末 (9月14日・15日)      | 圏外            |                 |                 | 0.5               | 99.0              | 9月16日までの累計動員772.9万人、興収99.4億円。                                                              |
| 最終的な興行成績                  | 782万人         | 782万人         | 782万人         | 100.9億円         | 100.9億円         | |

## パロディ・オマージュなど
- 本作のポスター内の壁に、『カールじいさんの空飛ぶ家』に登場するチャールズ・F・マンツとその右腕の犬達が描かれた絵画が飾ってある[94]。
- ピクサー長編映画全てに見ることが出来る「A113」は、本作ではキャンピングカーのナンバープレートに書かれている[95]。
- ボニーが幼稚園でフォーキーを工作するシーンで、『モンスターズ・インク』に登場するブーらしき人物が画面右側に写っている[96]。
- 『カーズ』や『ウォーリー』などに登場する石油会社「ダイナコ」のガソリンスタンドが登場している。
- 「セカンド・チャンス・アンティーク」にて、ピクサーの過去作品全てのオマージュが登場している[97]。
- 移動遊園地のトイレは、『カーズ/クロスロード』に出てくるサンダーホロウ・スピードウェイのトイレと同じ。
- 大抵のピクサー長編映画に登場するピザ・プラネットの配達トラックは、本作ではアクセルの足に入れ墨として登場している。
- 「スター・アドベンチャー」の景品の1つに、『リメンバー・ミー』に登場するギターがある[98]。
- ウッディがボーと再会した直後、ビリー&ゴート&グラフが『カールじいさんの空飛ぶ家』に登場するグレープソーダの瓶の蓋を咥えている[99]。
- ピクサーの短編映画『ティン・トイ』に登場するおもちゃティニーが本作でも登場している[100]。
- 日本語吹き替え版において、YouTuberのHIKAKINが声の出演をしているが、役名は発表されていない[101]。
- エンドロールの最後に、原語版のミスター・ポテトヘッドの声優ドン・リックルズと、アニメーターのアダム・バークの追悼シーンが存在しており、リックルズの追悼文には「We are eternaly grateful.」、バークの追悼文には「We love you to infinity and beyond.」と表記されているが、これは本シリーズに登場するキャラクター、エイリアンとバズ・ライトイヤーのセリフから取ったものである(それぞれ日本語吹き替えでは「命の恩人、感謝永遠に」、「無限の彼方へ、さあ行くぞ」というセリフに吹き替えられている)。
- エンドロールのピクサーのロゴには、デュークとコンバット・カールが登場している。
- 『インクレディブル・ファミリー』では、ジャック＝ジャックのベッドの中にデュークのおもちゃが横たわっている[102]。

## テレビ放映
| 回数 | 放送局     | 放送枠           | 放送形態       | 放送日        | 放送時間      | 放送分数 | 平均世帯 視聴率 | 備考           |
| ---- | ---------- | ---------------- | -------------- | ------------- | ------------- | -------- | --------------- | -------------- |
| 1    | 日本テレビ | 金曜ロードショー | 本編ノーカット | 2022年6月24日 | 21:00 - 22:54 | 114分    | 8.2%            | 地上波初放送。 |